# Partito Social-Liberale (Belgio)
Il Partito Social-Liberale (in olandese Sociaal-Liberale Partij, SLP) è stato un partito politico belga, attivo dal 2001 al 2009, quando è confluito nei Verdi.
Il soggetto, al momento della sua nascita, era noto con la denominazione di SPIRIT (acronimo di Sociaal Progressief Internationaal Regionalistisch Integraal-democratisch Toekomstgericht, letteralmente "Sociale Progressista Internazionale Regionalista Integral-democratico Lungimirante"), successivamente mutato in Progressisti Fiamminghi (Vlaams Progressieven, VP).
È stato membro fondatore dell'Alleanza Libera Europea, il partito europeo che raccoglie i movimenti e partiti federalisti, regionalisti o autonomisti d'Europa.

## Storia
Esso si afferma in seguito alla disgregazione dell'Unione Popolare: mentre la corrente più a destra del partito fonda Nuova Alleanza Fiamminga, i settori più orientati a sinistra promuovono la formazione di SPIRIT. Dopo aver avviato un percorso federativo con il Partito Socialista Differente, all'interno del quale si presenta in occasione delle elezioni parlamentari del 2003 e nelle elezioni parlamentari del 2007, SPIRIT si avvicina alle posizioni dei Verdi Fiamminghi, in cui confluirà poi nel 2009.
L'Nuova Alleanza Fiamminga, invece, dopo la federazione con i Cristiano-Democratici e Fiamminghi, si è presentata autonomamente alle elezioni parlamentari del 2010 divenendo il primo partito nazionale.
Nel 2003 VP prese parte al governo federale belga con socialisti (SP.a e PS), liberali (VLD) e liberali di centro (MR). Alle elezioni svolte nello stesso anno, infatti, la lista SP.a-SPIRIT ottenne il 14,9% dei voti e 23 seggi, 6 dei quali andati a SPIRIT. Anche alle elezioni nelle Fiandre del 2004, la lista SP.a-SPIRIT conquistò il 19,7% dei voti e 25 seggi, di cui 5 per SPIRIT.